# Světluška (projekt)
Světluška je dlouhodobý projekt Nadačního fondu Českého rozhlasu fungující od roku 2003. Pomáhá těžce zrakově postiženým vyrovnávat podmínky se zdravými lidmi, a tím směřovat k osamostatnění a naplnění životních rolí dle své volby. O finanční podporu mohou žádat jak jednotlivci, tak organizace, které zajišťují služby pro osoby s těžkým zrakovým postižením a kombinovaným zrakovým postižením všech věkových skupin. Světluška pořádá pravidelně se opakující projekty, mezi něž patří Noční Běh pro Světlušku, Kavárna POTMĚ, benefiční koncert Světlo pro Světlušku a Vánoce pro Světlušku.

## Historie
Projekt Světluška existuje od roku 2003. K roku 2019 je ředitelkou projektu i Nadačního fondu Českého rozhlasu Gabriela Drastichová.

## Komu Světluška pomáhá
Světluška provází těžce zrakově postižené ve všech životních etapách. Přispívá na speciální elektronické pomůcky s hlasovým výstupem nebo hmatovým displejem, výcvik vodicích psů a osobní asistenty dětem i seniorům. Světluška rovněž podporuje rozvoj talentu a tvořivých schopností nevidomých. Financuje projekty neziskových organizací, které následně mohou realizovat projekty zaměřené na podporu rodin, do kterých se narodilo dítě se zrakovým či kombinovaným zrakovým postižením, vzdělávání, vytváření pracovních míst nebo doprovázení a asistenci těžce zrakově postiženým. Světluška pomáhá lidem žít smysluplný život podle své volby.

## Projekty
Světluška se dlouhodobě věnuje stálým projektům, jež jsou rovnoměrně rozděleny do různých částí roku. Na jaře se konají Noční běhy pro Světlušku, následuje letní Kavárna POTMĚ, podzimní Sbírkové dny pro Světlušku a koncert Světlo pro Světlušku a zimní Vánoce pro Světlušku.

##### Noční běhy pro Světlušku
Noční běhy pro Světlušku odstartovaly v roce 2012 v Praze a postupně se rozšířily do dalších měst – Brna, Jihlavy, Olomouce a Plzně. Na start se každoročně staví tisíce lidí s čelovkami, aby pomohli nevidomým. Akce je určena pro sportující i nesportující veřejnost. V rámci Nočních běhů je vždy připraven i doprovodný program za účasti sportovců, herců a zpěváků, ale i nevidomých interpretů. Historicky se do akce zapojila například kapela Zrní, Mirai, Eddie Stoilow, Poetika, Lenny nebo Republic of Two.

##### Kavárna POTMĚ

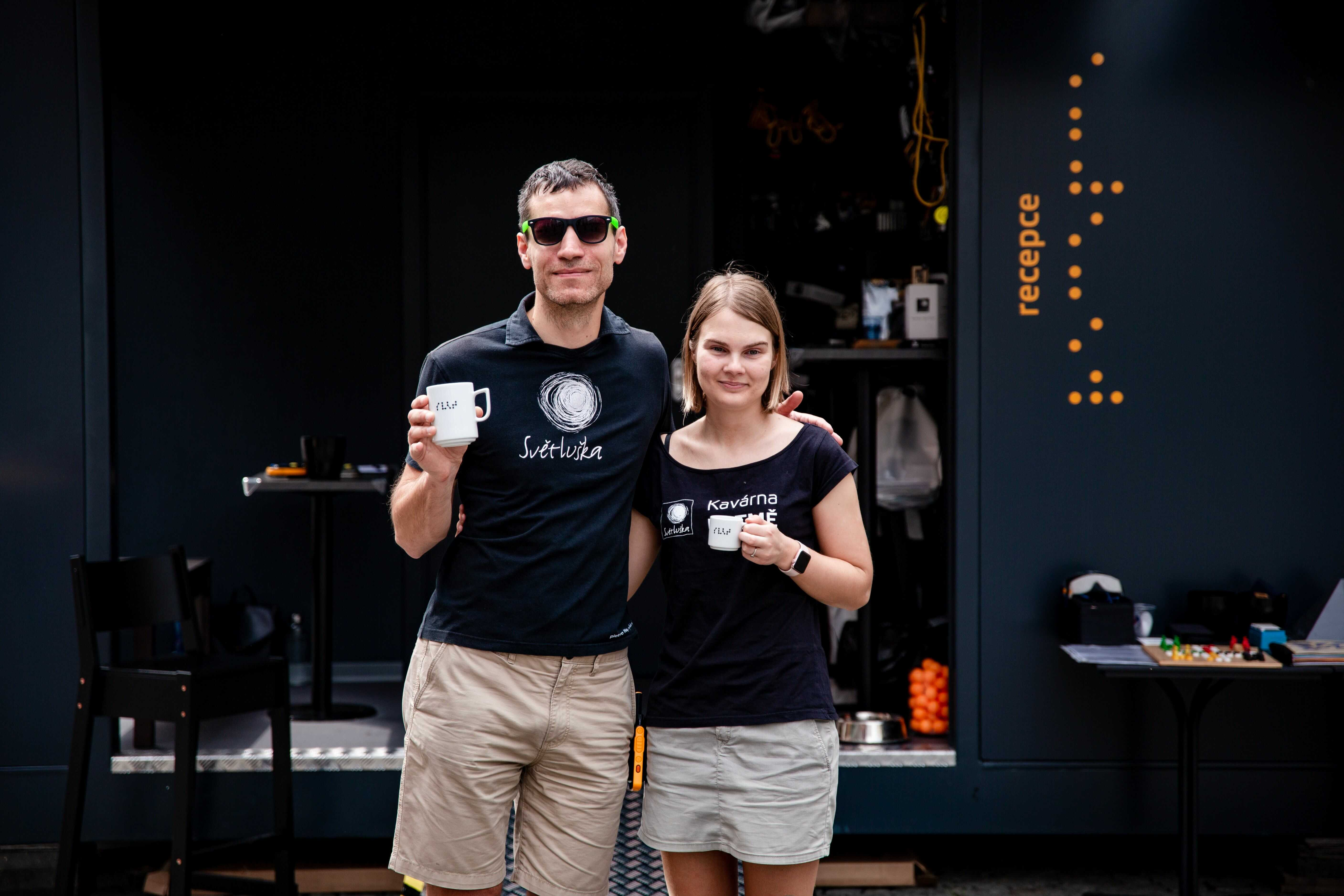
Fotokredit: Petr Mol

Kavárna POTMĚ je unikátní koncept plně zatemněné kavárny, v níž obsluhují samotní nevidomí již od roku 2006. Do roku 2019 fungovala v Praze dočasná pevná verze kavárny v Praze na náměstí Republiky a v mobilní verzi v podobě autobusu SOR NB 18 objížděla vybraná česká města. Nyní využívá Světluška pro Kavárnu POTMĚ jednotný mobilní modulární prostor. Projekt přibližuje vidícím svět nevidomých a představuje je v jiné roli – v roli těch, na které jsou vidící návštěvníci v kavárně odkázáni a na které se mohou při pohybu ve tmě spolehnout.

##### Sbírkové dny Světlušky
Od roku 2003, kdy Sbírkové dny Světlušky proběhly vůbec poprvé, vybralo v ulicích po celém Česku celkem 114 000 dobrovolníků přes 94 milionů korun. Co do počtu zúčastněných dobrovolníků byl nejúspěšnější rok 2019. V roce 2007 naopak světlušky v ulicích nashromáždily do pokladniček největší finanční obnos, a sice 6,7 milionů korun. Tradiční celorepublikové Sbírkové dny se naposledy uskutečnily v roce 2021, tehdy spustila Světluška i doprovodný web www.svitis.cz, kde se mohou zájemci hlásit jako dobrovolníci nebo pořadatelné vlastních menších benefičních akcí pro Světlušku. 

##### Benefiční koncert Světlo pro Světlušku
Podzimní koncert, který živě vysílá Česka televize a Český rozhlas, je vyvrcholením sbírkového projektu Světluška a poděkováním všem partnerům, dárcům a dobrovolníkům. Kromě známých zpěváků vystupují na podiu také herci, sportovci a další hudebně nadaní nevidomí. Koncertu, který se těší velké divácké přízni, se v minulosti zúčastnili takoví umělci, jako je Marta Kubišová, Kovy, Hana Hegerová, Václav Neckář, Čechomor, Mikolas Josef, Miro Žbirka nebo Xindl X.

## Logo
Po šestnácti letech existence změnila Světluška původní obraz světelného klubka a ilustraci víly s lucernou. Současné logo Světlušky, jehož autorkou je Petra Komárková z Grafického studia Českého rozhlasu, představuje symboliku hvězdné oblohy a znaků Braillova písma. Symbol hvězd, které od pradávna vedou poutníky k cíli, sestaveným ze znaků Braillova písma, je tvořen archetypem slova SVĚT, SVĚTlo, SVĚTluška. Logo doplňuje claim Petra Stančíka „Svítíme ve tmě“ zobrazující poslání podporovat samostatnost lidí s těžkým zrakovým postižením v celém životním cyklu.

## Rozdělený výtěžek sbírky
| Rok  | Rozděleno[zdroj⁠?!] |
| ---- | ------------------ |
| 2003 | 5 525 313 Kč       |
| 2004 | 5 267 165 Kč       |
| 2005 | 7 752 765 Kč       |
| 2006 | 10 913 145 Kč      |
| 2007 | 10 170 159 Kč      |
| 2008 | 9 504 707 Kč       |
| 2009 | 7 524 433 Kč       |
| 2010 | 9 496 605 Kč       |
| 2011 | 8 959 167 Kč       |
| 2012 | 10 777 531 Kč      |
| 2013 | 10 527 843 Kč      |
| 2014 | 11 086 669 Kč      |
| 2015 | 13 705 678 Kč      |
| 2016 | 17 001 491 Kč      |
| 2017 | 19 062 034 Kč      |
| 2018 | 15 623 845 Kč      |
| 2019 |                    |
| 2020 |                    |
| 2021 | 22 462 859 Kč      |